# Armínio Fraga
Armínio Fraga Neto (n.Río de Janeiro, 20 de julio de 1957) es un economista brasileño.  Fue presidente del Banco Central de Brasil desde el 1 de marzo de 1999 al 17 de enero del 2003, durante el gobierno de Fernando Henrique Cardoso.
Anteriormente, ocupó durante seis años el puesto de director gerente de Soros Fund Management LLC en Nueva York. En el período 1991-92, Fraga se desempeñó como miembro de la Junta de Diretores y como director del Departamento de Assuntos Internacionais del Banco Central do Brasil. Fraga también trabajó para Salomon Brothers en Nueva York, así como en el Banco Garantia en Brasil. 
Estudió en la Escuela de Asuntos Internacionales en la Universidad de Columbia y en la Wharton Business School de la Universidad de Pensilvania, así como en la Pontifícia Universidade Católica do Rio de Janeiro y en la Escola de Pós-Graduação en Economía de la Fundación Getulio Vargas (Río de Janeiro).
Obtuvo el doctorado en economía en la Universidad de Princeton, así como su diploma de maestría en economía en la Pontifícia Universidade Católica do Rio de Janeiro en el año 1981.
Actualmente, Fraga es el principal accionista de un grupo inversor llamado Gávea Investimentos, además de ser miembro del consejo de administración de Unibanco.
También fue miembro de prestigiosas organizaciones internacionales, entre ellas: G30 (Group of Thirty), Council on Foreign Relations, Foro de Estabilidad Financiera, Junta Assessora de Pesquisas del Banco Mundial, Diálogo InterAmericano, Junta de Diretores de Pro-Natura (Estados Unidos).
Fue considerado por la Revista Época uno de los 100 brasileros más influyentes en 2009.

## Referencia Banco Mundial
El 7 de mayo de 2007, el premio en Ciencias Económicas en memoria de Alfred Nobel Joseph Stiglitz expresó que la crisis enfrentada por el Banco Mundial podría acabar con la regla no escrita pero cumplida, sobre la repartición de cargos entre americanos y europeos, en las presidencias del citado organismo y del Fondo Monetario Internacional (FMI), señalando a Armínio Fraga como una persona que posee las condiciones como para presidir al BM.